# Italiener in der Schweiz

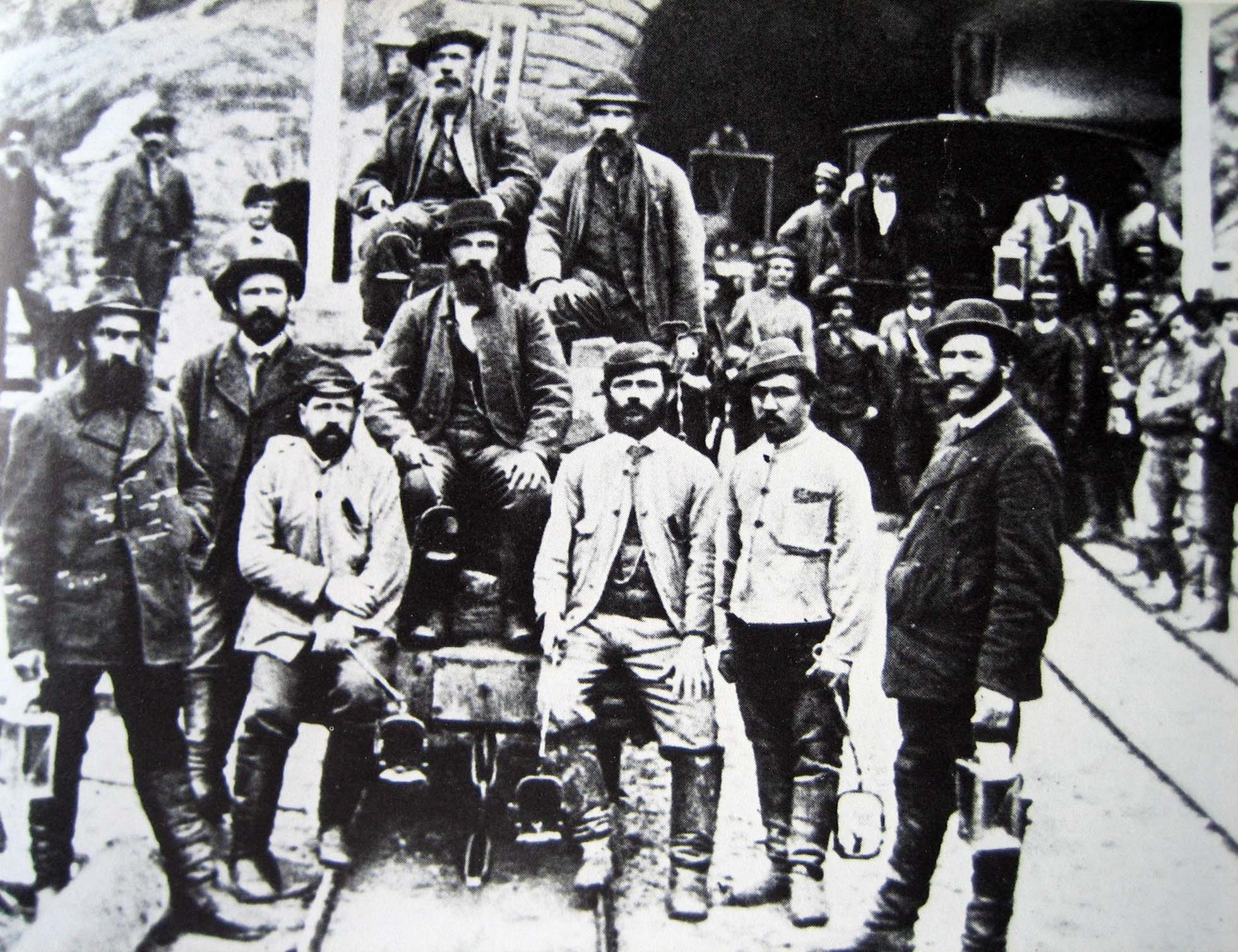
Zumeist italienische Bauarbeiter am Gotthardtunnel in Airolo um 1880

Italoschweizer oder Italiener in der Schweiz sind aus Schweizer Sicht italienische Staatsbürger mit Wohnsitz in der Schweiz, die nicht auch Schweizer sind. Aus italienischer Sicht sind sie Italiener im Ausland. Weiter gefasste Definitionen reichen jedoch im Privatleben bis hin zu Personen, deren Familien seit mehreren Generationen in der Schweiz leben. Hingegen sind die italienischsprachigen Schweizer, die hauptsächlich in den Kantonen Tessin und Graubünden leben, nach dem Selbstverständnis der Schweiz als Willensnation, keine Italiener, sondern ohne Einschränkungen Schweizer. Als eine der ersten Einwanderergruppen, haben Italiener das Land in vieler Hinsicht geprägt, ihre Integration gilt als Erfolgsmodell.

## Geschichte
Erste italienische Einwanderer kamen in Folge der Reformation als Glaubensflüchtlinge in die Schweiz. Es handelte sich jedoch um eine Zuwanderung von Eliten. Im 19. Jahrhundert war die Schweiz als Zufluchtsort für italienische Republikaner wie Giuseppe Mazzini von Bedeutung. Einige Familien erlangten grossen politischen und wirtschaftlichen Einfluss (Cérésole, Pestalozzi, Daverio, Jelmoli, Maggi). Zudem ist zu beachten, dass die Täler des späteren Kantons Tessin jahrhundertelang ein Bestandteil norditalienischer Feudalherrschaften waren. Auch hier gab es eine Zuwanderung von Eliten, beispielsweise der Familie Baggi in Malvaglia.
Arbeitsimmigration aus Italien begann im späten 19. Jahrhundert im Rahmen der Industrialisierung und im Zuge grosser Bauprojekte wie der Gotthardbahn oder des Simplontunnels. In Airolo am Südfuss des Gotthard verdiente ein Arbeiter den vergleichsweise hohen Lohn von 3 Franken und 50 Rappen am Tag, abzüglich 30 Rappen pro Tag für den Brennstoff zum Betrieb der selbst gekauften Lampen. So machten Arcangelo Pezzoli und seine Frau Maria, die aus Rovetta angereist waren, trotz eines nebenbei betriebenen Ladens, nur bescheidene Ersparnisse. Mit den zahlreichen Berufsleuten wie Metzgern und Wirten entstand ein italienisches Viertel. Auch der spätere italienische Diktator Benito Mussolini emigrierte 1902 zunächst als Student und Laufbursche eines Weinhändlers in die Schweiz, weil er Wehrdienstverweigerer war. Im Jahr 1910 lebten 202.900 Italiener im Land, dies entsprach 36,7 % aller Ausländer. Daneben gab es 219.500 Deutsche (39,8 %), 63.700 Franzosen oder 39.000 Austro-Ungarn. Das Familiennamenbuch der Schweiz belegt zahlreiche Einbürgerungen dieser Zeit im Tessin. Im Zweiten Weltkrieg flüchteten ab Herbst 1943, nach dem Waffenstillstand, und bis Kriegsende über 40.000 Personen aus Italien in die Schweiz, darunter der spätere italienische Staatspräsident Luigi Einaudi.
Verschiedene innenpolitische und aussenpolitische Ereignisse standen im Zusammenhang mit der Präsenz von Italienern in der Schweiz und dem Verhältnis der Schweiz zu Italien. So gab es am 28. Januar 1894 im Anschluss an einer Arbeiterversammlung in Zürich-Aussersihl eine Italienerdemonstration. Thema des Treffens im Restaurant Sonne war, wie die Neue Zürcher Zeitung berichtete, «Die Revolution in Sizilien und in Massa-Carrara» gewesen. Aus Angst vor anarchistischer Aktivität, für die Italiener und Russen verdächtigt wurden, war am 12. April 1894 ein Anarchistengesetz in Kraft getreten. 1902 gab es die durch Anarchisten und den italienischen Botschafter in Bern ausgelöste Silvestrelli-Affäre, oder 1898 den Mord an der österreichischen Kaiserin Elisabeth in Genf durch den italienischen Anarchisten Luigi Lucheni. Am 26. Juli 1896 kam es in Zürich zum sogenannten Italienerkrawall, einer mehrtägigen fremdenfeindlichen Ausschreitung. Während des Zweiten Weltkriegs machten es sich die Federazione delle Colonie libere italiane in Svizzera und die Cooperativa italiana zur Aufgabe, den Italienern in der Schweiz die demokratischen Werte zu vermitteln, die in ihrer Heimat unterdrückt wurden. Schliesslich führte die Einwanderung aus Italien auch dazu, dass die zuvor zahlenmässig eine Minderheit bildenden römisch-katholischen Christen bedeutenden Zuwachs erhielten. Allerdings zogen sie es häufig vor, sich eigenständig zu organisieren, in den Gemeinden der sogenannten Missione cattolica italiana (siehe auch Madonna degli Emigrati).
In der Schweiz wurde für Italiener der abwertende Ausdruck Tschingg gebräuchlich. Der schweizerdeutsche Ausdruck ist mit dem österreichischen Tschusch vergleichbar. Im Gegenzug zu fremdenfeindlichen Einstellungen unter Teilen der Schweizer Bevölkerung, haben sich Italiener am aus Schweizer Sicht staatsfeindlichen Tessin-Irredentismus beteiligt, wofür sich in Italien selbst vor allem Intellektuelle wie Giuseppe Prezzolini (1912) oder Gabriele D’Annunzio (1919) aussprachen. Ein ebenfalls umstrittener Begriff war die Italianità. Italiener in der Schweiz stärken heute den Stellenwert von Italienisch als Landessprache. Ihre Position als bevorzugte Zielscheibe immigrationskritischer Parteien fiel in den 1990er-Jahren den Albanern in der Schweiz zu. Die Anwesenheit der italienischen Minderheit wird kaum noch politisch thematisiert.
Italiener waren lange die grösste Einwanderergruppe in der Schweiz, sie wurden aber in den 1990er-Jahren zahlenmässig von Menschen aus Ex-Jugoslawien übertroffen. In der Westschweiz sind sie weit weniger zahlreich als die Portugiesen. Italiener bleiben jedoch eine grosse Minderheit in der Schweiz, die im Jahre 2022 etwa 332.700 Mitglieder zählte (italienisch-schweizerische Doppelbürger werden hierbei in der Schweizer Statistik nicht mitgezählt). Im Jahr 2008 gab es eine kleine Abnahme italienischer Immigration. Im Zuge der Abwanderung Hochqualifizierter aus Italien haben die Zahlen aber wieder zugenommen. Zudem kamen 2018 über 70.000 Grenzgänger aus Italien täglich in die Schweiz zur Arbeit. Dies stösst im Tessin auch auf Ablehnung und gilt als ein Grund für die Annahme mehrerer immigrationskritischer Volksinitiativen im Südkanton.

## Gastarbeiter
Eine neue Einwanderung begann nach dem Zweiten Weltkrieg, gestützt auf gelockerte Einwanderungsgesetze. Der Bundesrat regelte in einem Staatvertrag mit Italien vom 22. Juni 1948 die Ankunft von Gastarbeitern. Unterschiedliche Arten von Arbeitsgenemigungen wurden erteilt. Der Familiennachzug war erschwert, einigen war es verboten, ihre Arbeit zu wechseln, beispielsweise bei der frontaliere-Erlaubnis für Grenzgänger. Bei der Einreise in Chiasso wurden in der Nachkriegszeit «sanitarische Grenzkontrollen» durchgeführt, bei denen sich Frauen nackt untersuchen lassen mussten. Fest niedergelassene Immigranten erlangten eine C-Bewilligung. 1955 hatten die rund 160'000 Italiener in der Schweiz einen Anteil von 59 % an der ausländischen Wohnbevölkerung.
1970 gab es eine Million Einwanderer in der Schweiz; 54 % davon waren Italiener. Zuvor schlossen am 10. August 1964 die Schweiz und Italien ein Abkommen über die italienische Auswanderung in die Eidgenossenschaft ab, das Fragen der Arbeitskräfteeinstellung, der Lebens- und Arbeitsbedingungen, vor allem aber das Recht auf Familienzusammenführung regelte. Die Behandlung italienischer Arbeitnehmer wurde praktisch der Behandlung schweizerischer Arbeitnehmer gleichgestellt. Dies löste bei vielen Schweizern heftigen Protest aus. 1963 wurde von Albert Stocker in Zürich eine «Anti-Italiener-Partei», die Schweizerische überparteiliche Bewegung zur Verstärkung der Volksrechte und der direkten Demokratie, gegründet. Auch die sogenannte Schwarzenbach-Initiative, die jedoch sowohl das Volk als auch die Kantone mit der Abstimmung vom 7. Juni ablehnten, zielte hauptsächlich auf die Italiener.
Viele Nachkommen italienischer Gastarbeiter haben auch die schweizerische Staatsangehörigkeit angenommen und gehören damit zur Gruppe der so genannten Secondos. Der Umstand, dass staatliche Stellen und grosse Unternehmen ihre Dienstleistungen dreisprachig – und somit auch italienisch – anbieten müssen, verhilft ihnen zu einer vorteilhaften Stellung im Arbeitsmarkt. 

## Italiener im kulturellen Diskurs der Schweiz
In die Diskussion um eine behauptete „Überfremdung“ der Schweiz schaltete sich 1965 der Schriftsteller Max Frisch ein, der seinen zweiteiligen Essay Überfremdung mit den heute sehr bekannten Wörter begann: «Ein kleines Herrenvolk sieht sich in Gefahr: man hat Arbeitskräfte gerufen, und es kommen Menschen. Sie fressen den Wohlstand nicht auf, im Gegenteil, sie sind für den Wohlstand unerlässlich.» Der Liedermacher und Lehrer André Stürzinger schrieb 1979 über die Ausschaffung einer italienischen Familie das Lied Ciao ciao Svizzera aus der Sicht des kleinen Mädchens Elli. Wie andere Einwanderer waren die Italiener mit der Politik einer erzwungenen Integration oder Assimilation konfrontiert, später satirisiert im sehr erfolgreichen 1978er Komödienfilm Die Schweizermacher unter der Regie von Rolf Lyssy mit dem legendären Emil Steinberger. Der italienische Einfluss auf die Alltagskultur in der Schweiz ist heute in vielen Lebensbereichen sichtbar.